# Новосељани (Могила)
Новосељани (мкд. Новоселани) су насеље у Северној Македонији, у јужном делу државе. Новосељани припадају општини Могила.

## Географија
Насеље Новосељани је смештено у јужном делу Северне Македоније. Од најближег већег града, Битоља, насеље је удаљено 22 km северно.
Новосељани се налазе у западном делу Пелагоније, највеће висоравни Северне Македоније. Насељски атар је на истоку равничарски, док на западу издиже планина Древеник. Источно од насеља протиче Црна река. Надморска висина насеља је приближно 600 метара.
Клима у насељу је континентална.

## Становништво
Новосељани су према последњем попису из 2002. године имали 50 становника.
Претежно становништво по последњем попису су етнички Македонци (100%).
Већинска вероисповест је православље.